# 車輪礦
車輪礦（英語：Bournonite）是一种硫代酸盐矿物，是铅和铜的三硫代锑酸盐，化学式为PbCuSbS3。
因為大部分的晶體都是環狀雙晶，而顏色都是黑色或灰色，形狀近似車輪，因而稱之為「車輪礦」。而其拉丁文名稱係為紀念法國礦物學家和晶體學家賈可斯·路易斯·康姆特·迪·波農（Jacques Louis, Comte de Bournon，1751-1825年）而命名。
它是中温热液脉矿床中的矿物。通常与方铅矿、黝铜矿、闪锌矿、黄铜矿、黄铁矿、辉锑矿、辉锑铅矿、菱铁矿、石英、菱锰矿、白云石和重晶石一起出现。